# Мохамед Ал-Деая
Мохамед Ал-Деая е футболен вратар от Саудитска Арабия, рекордьор по мачове за националния отбор на страната със 178 участия. През 2000 г. е определен за вратар на столетието в Азия от Международната федерация за футболна история и статистика. В кариерата си е играл само за два отбора – Ал-Тае и Ал-Хилал.

## Кариера
Ал-Деая започва кариера на хандбален вратар, но е запален по футбола от по-големия си брат Абдула, който е вратар на тима Ал-Тае. В самото начало на кариерата си Мохамед често е сравняван с Абдула и е негова резерва в Ал-Тае. През 1991 г. малкият брат застава на вратата, а големият преминава в Ал-Хилал. През 1993 г. Мохамед дебютира за националния отбор на Саудитска Арабия. На следващата година участва на световното първенство в САЩ, където Саудитска Арабия достига 1/8-финал.
През сезон 1994/95 печели Първа дивизия в състава на Ал-Тае. През 1996 г. Ал-Деая е титулярен вратар за националния отбор в Купата на Азия, спечелена от саудитите. През 1998 г. печели Купата на арабските нации и участва на световното първенство във Франция. През 1999 г. преминава в тима на Ал-Хилал. През 2001 г. интерес към вратаря проявява английският Манчестър Юнайтед, който търси резервен вратар на френския национал Фабиен Бартез. Английските власти обаче отказват работна виза на вратаря и трансферът му се проваля.
През 2002 г. Мохамед става шампион на страната с Ал-Хилал и участва на третото си световно първенство – в Япония и Република Корея. Четири години по-късно Ал-Деая е в състава на Саудитска Арабия за шампионата на планетата в Германия. Там обаче той е резерва на Мабрук Заид от тима на Ал-Итихад. Ал-Деая записва 178 мача за националния отбор, което е рекорд за вратар. Дълго време се смята, че Ал-Деая има 181 мача, но впоследствие се оказва, че 3 двубоя на азиатските игри през 1990 г. е изиграл Абдула, а не Мохамед Ал-Деая.
На 22 юни 2010 г. слага край на кариерата си. През 2012 г. в чест на вратаря е организиран бенефис, в който гостува италианският Ювентус. Срещата завършва 7:1 в полза на Ювентус.

## Успехи

### Клубни
- Шампион на Саудитска Арабия – 2002, 2005, 2008, 2010
- Първа дивизия на Саудитска Арабия – 1995
- Купа на престолонаследника – 2000, 2003, 2005, 2006, 2008, 2009, 2010
- Купа на основаването – 2000
- Шампионска лига на Азия – 2000
- Купа на носителите на купи на Азия – 2002
- Суперкупа на Азия – 2002
- Арабска суперкупа – 2001
- Арабска купа на носителите на купи – 2000

### Национален отбор
- Световен шампион до 17 г. – 1989
- Купа на Азия – 1996
- Купа на нациите от персийския залив – 1994, 2003
- Купа на арабските нации – 1998
- Ислямска купа – 2005

### Индивидуални
- Най-добър вратар в Купата на Азия – 1996, 2000
- Най-добър вратар в Купата на нациите от персийския залив – 1998, 2002
- Най-добър вратар в арабската Шампионска лига – 2001
- Най-добър вратар в Купата на носителите на купи на Азия – 2002
- Вратар на века в Азия – 2000